# 格蕾絲·伊麗莎白
格蕾絲·伊麗莎白·哈利·卡波（英語：Grace Elizabeth Harry Cabe，1997年3月18日—)，出生於美國佛羅里達州，是美國模特兒。她在服飾公司蓋爾斯獲得了第一份模特職位，與2016年首次參加維多利亞的秘密時尚秀。2019年，她再度參加該時裝表演並成為當年的維多利亞的秘密天使。

## 生平
1997年，格蕾絲出生於佛羅里達州北部的哥倫比亞縣。16歲時，她的母親將她照片送到位於邁阿密的Next模特事務所，隔年轉到紐約的Next正式出道。從2016年到2019年，她連續4年參加維多利亞的秘密時尚秀，並與2019年獲得當年的維多利亞的秘密天使。

## 個人生活
格蕾絲2019年與德國籍男友尼古拉斯結婚，2021年初誕下一子Noah。

## 外部鏈接
- 格蕾絲·伊麗莎白在互联网电影资料库（IMDb）上的資料（英文）
- 格蕾絲·伊麗莎白於模特兒目錄（Fashion Model Directory）的相關資料
- 格蕾絲·伊麗莎白的Instagram帳戶